# メイド・イン・ザ・シェイド
『メイド・イン・ザ・シェイド』(Made in the Shade)は、ローリング・ストーンズが1975年に発表したベスト・アルバム。

## 解説
ミック・テイラー在籍時のスタジオ・アルバム『スティッキー・フィンガーズ』（1971年）、『メイン・ストリートのならず者』（1972年）、『山羊の頭のスープ』（1973年）、『イッツ・オンリー・ロックン・ロール』（1974年）から選曲されている。ローリング・ストーンズ・レコード設立後のシングルA面曲が中心だが、シングルB面に収録された「ダンス・リトル・シスター」「ビッチ」、シングルには収録されなかった「リップ・ディス・ジョイント」も含まれており、オリジナル・アルバム未収録曲は含まれていない。

## 収録曲
全曲ともミック・ジャガーとキース・リチャーズの共作。

### SIDE A
1. ブラウン・シュガー (Brown Sugar) - 3:49
2. ダイスをころがせ (Tumbling Dice) - 3:43
3. ハッピー (Happy) - 3:02
4. ダンス・リトル・シスター (Dance Little Sister) - 4:10
5. ワイルド・ホース (Wild Horses) - 5:41

### SIDE B
1. 悲しみのアンジー (Angie) - 4:30
2. ビッチ (Bitch) - 3:38
3. イッツ・オンリー・ロックン・ロール (It's Only Rock 'n Roll (But I Like It)) - 5:06
4. ドゥー・ドゥー・ドゥー（ハートブレイカー） (Doo Doo Doo Doo Doo (Heartbreaker)) - 3:24
5. リップ・ディス・ジョイント (Rip This Joint) - 2:22